# Xylopia pygmaea
Xylopia pygmaea este o specie de plante angiosperme din genul Xylopia, familia Annonaceae, descrisă de Johannes Eugen ius Bülow Warming. Conform Catalogue of Life specia Xylopia pygmaea nu are subspecii cunoscute.